# ウィンターガーデン (フロリダ州)
ウィンターガーデン（Winter Garden）は、アメリカ合衆国フロリダ州のオレンジ郡にある都市。人口は4万6964人（2020年）。オーランドの西20キロメートルに位置している。

## 概要
1850年代に入植開始。1908年に法人化し「ウィンターガーデン市」が誕生した。初期の入植者は果樹園農家で、果物生産は町の主要産業になった。しかし内陸部にあるウィンターガーデンは稀に寒波に襲われることがあり、生産量は不安定だった。このため農家の数は次第に減少した。
代わりに増えたのが長期滞在型の別荘やホテルである。特に風光明媚なアポプカ湖の湖畔はリゾート地帯に発展し、アメリカ北部やカナダから来た観光客で賑わうようになった。

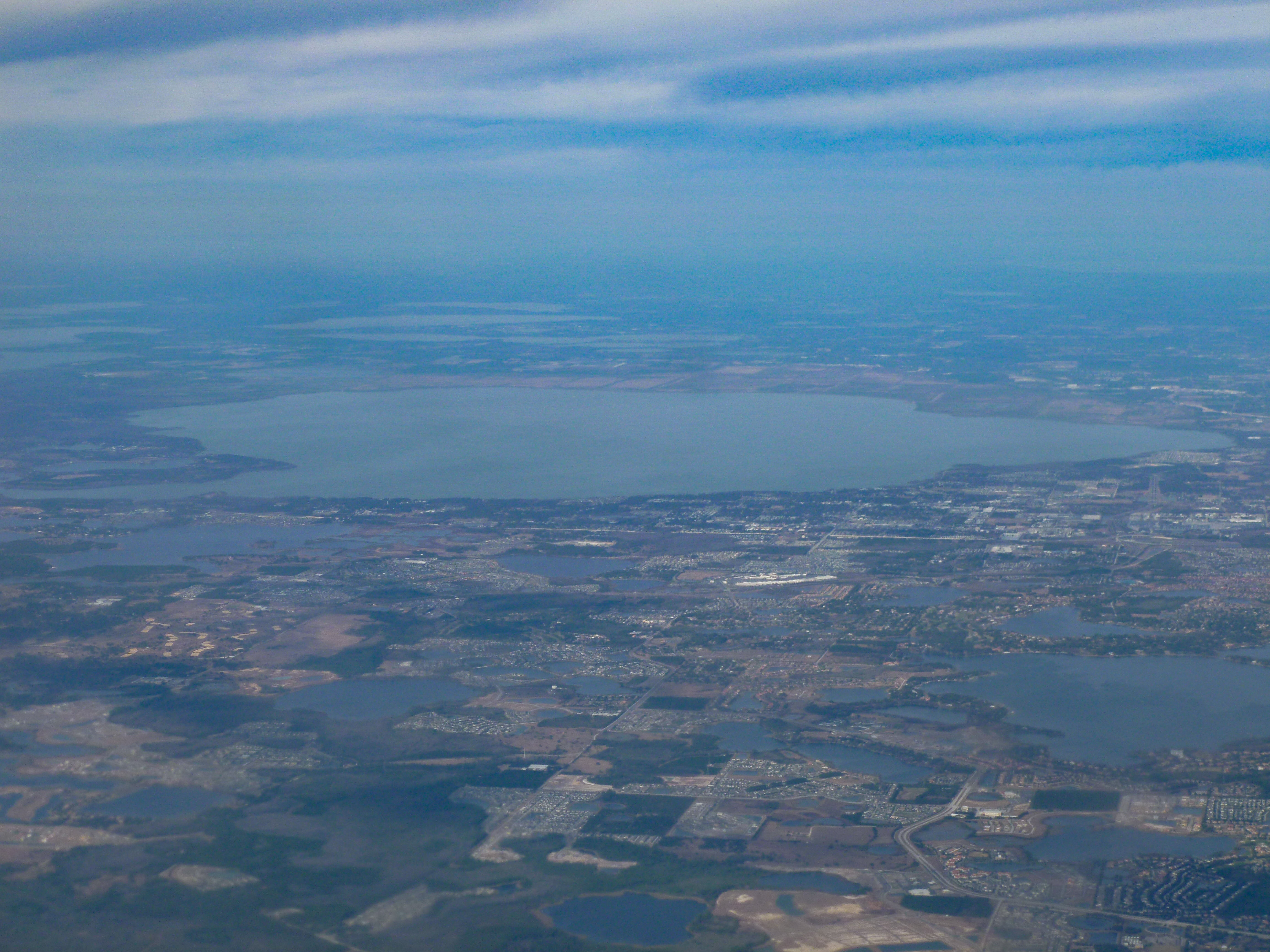
アポプカ湖

## 関係者
- オースティン・ゴンバー：野球選手
- メイソン・ウィリアムズ：野球選手